# Изминское сельское поселение
Изминское се́льское поселе́ние — муниципальное образование в Сабинском районе Татарстана Российской Федерации.
Административный центр — село Измя.

## История
Статус и границы сельского поселения установлены Законом Республики Татарстан от 31 января 2005 года № 39-ЗРТ «Об установлении границ территорий и статусе муниципального образования "Сабинский муниципальный район" и муниципальных образований в его составе».

## Население
| 2010  | 2011  | 2012  | 2013  | 2014  | 2015  | 2016  |
| ----- | ----- | ----- | ----- | ----- | ----- | ----- |
| 1509  | ↘1506 | ↘1503 | ↗1505 | ↘1495 | ↗1507 | ↗1531 |
| 2017  | 2018  |       |       |       |       |       |
| ↗1535 | ↘1527 |       |       |       |       |       |

## Состав сельского поселения
| № | Населённый пункт | Тип населённого пункта       | Население |
| - | ---------------- | ---------------------------- | --------- |
| 1 | Измя             | село, административный центр |           |
| 2 | Илебер           | деревня                      |           |
| 3 | Олуяз            | село                         |           |
| 4 | Пукаль           | деревня                      |           |
| 5 | Утернясь         | деревня                      |           |